# Панин, Виктор Александрович
Ви́ктор Алекса́ндрович Па́нин (16 мая 1945, Москва — 1 февраля 2011, Москва) — заместитель главного конструктора системы «Флаг» и РЛС «Фрегат-МА1»; действующий главный конструктор РЛС «Фрегат-МАЭ-4к»; директор завода «Салют» с марта 2004 года.

## Карьера и деятельность
Виктор Александрович Панин пришел на завод № 703 (ныне «НПП Салют») в 1962 году, после Московского радиоприборостроительного техникума. Работал в ОКБ механиком радиоаппаратуры. В 1963 год Панин получил диплом с отличием и звание «Техник-приборостроитель», через два года его приняли в цех бортовой аппаратуры № 14 на профессию регулировщика.

С 1965 года Виктор Александрович — старший инженер; после окончания Института радиотехники, электроники и автоматики в 1971 году был назначен ведущим инженером. Тогда же он принимал участие в создании приборов управления РЛС «Восход».

В 1975 году В. А. Панин был назначен начальником сектора проектного отдела. Чуть позже возглавил Лабораторию комплексного проектирования в КБ МПО "Салют"ю

В 1983 году удостоен звания лауреата Государственной премии СССР за участие в разработках КБ и системы «Флаг».

В 1995 году Виктор Александрович назначен начальником конструкторского бюро и становится первым заместителем директора завода «Салют». Через 8 лет он удостоен почетного звания « Заслуженный конструктор Российской Федерации».

В 2004 году В. А. Панин назначен директором ФГУП "ГМЗ «Салют»

## Награды
- Государственная премия СССР — 1985
- Орден «Знак Почёта»
- Заслуженный конструктор Российской Федерации